# Oluwadamilola Oluwafemi
Oluwadamilola Nike Oluwafemi, née le 27 octobre 1994 à Akure au Nigeria, est une gymnaste artistique nigériane.

## Carrière
Oluwadamilola Oluwafemi est médaillée de bronze par équipes aux Jeux africains de 2019.